# أمين الأرشيف
أمين الأرشيف هو متخصص في المعلومات؛ يقيم ويجمع وينظم ويحفظ سجلات ومحفوظات تقرَّر أن تكون ذات قيمة طويلة الأجل، وكذلك يقوم بضبطها وتوفير الوصول إليها. يمكن أن تتكون السجلات التي يحافظ عليها أمين الأرشيف من أشكال متنوعة، متضمنةً الرسائل واليوميات والسجلات وغيرها من مستندات شخصية، ووثائق حكومية، وتسجيلات صوتية أو مصورة، وملفات رقمية، وأشياء مادية أخرى.

## الوصف
كتب ريتشارد بيرس موزس: «يحتفظ أمناء الأرشيف بالسجلات التي لها قيمة مستديمة بصفتها وثائق للماضي، ويساعدون الأشخاص في العثور على المعلومات التي يحتاجون إليها في تلك السجلات وفهمها».
قد يشكل تحديد السجلات التي لها قيمة مستديمة تحديًا، إذ يجب على أمناء الأرشيف اختيار سجلات ذات قيمة كافية لتبرير تكاليف التخزين والحفظ، إضافةً إلى نفقات كثافة العمالة في الترتيب والوصف والخدمة المرجعية, ويُطلق على النظرية والعمل الأكاديمي الذي تقوم عليه ممارسات الأرشفة بعلم الأرشفة.
المهن ذات الصلة ببعضها الأكثر شيوعًا هي مهن أمناء المكتبات وأمناء المتاحف ومديرو السجلات، ولكن تختلف وظيفة أمين الأرشيف عن وظيفة أمين المكتبة. تحتوي المهنتان على دورات تدريبية منفصلة، وتلتزمان بمبادئ منفصلة ومتميزة، وتمثلهما منظمات مهنية منفصلة. عمومًا، يميل أمين المكتبة إلى التعامل مع الوسائط المنشورة (حيث قد تكون البيانات الوصفية، مثل المؤلف والعنوان وتاريخ النشر، واضحة تمامًا ويمكن تقديمها في نموذج موحد)، بينما يتعامل أمين الأرشيف مع الوسائط غير المنشورة (التي لديها تحديات مختلفة مثل عدم ظهور البيانات الوصفية دائمًا على الفور، واحتوائها على تعقيدات وتشعبات، ومن المرجح أن تعتمد على المصدر).
تلاحظ نقابة أمناء الأرشيف الأمريكيين (SAA) أيضًا أنه في حين أن المهنتين تحافظان على المواد وتجمعها وتسهل الوصول إليها، يمكن لأمناء المكتبات في كثير من الأحيان الحصول على «نسخ جديدة من الكتب البالية أو المفقودة»، في حين أن السجلات في المجموعات الأرشيفية فريدة ولا يمكن استبدالها. وأيضًا تميز SAA بين المكتبات والأرشيفات بناءً على المواد التي يحتفظون بها وكيفية وصول المستفيدين إليها.
نظرًا إلى أن السجلات الأرشيفية غالبًا ما تكون فريدة من نوعها، فقد يهتم أمناء الأرشيف بدرجة كبيرة بالحفاظ على حامل المعلومات وصيانته (أي المستند المادي) كما هو الحال مع محتواه المعلوماتي. بهذا المعنى، قد يكون لأمين الأرشيف قواسم مشتركة مع أمين المتحف أكثر من أمين المكتبة. تشير SAA إلى أن أمناء المتاحف وأمناء الأرشيف يتداخلون أحيانًا في واجباتهم، ولكن أمناء المتاحف غالبًا ما يجمعون ويفسرون الأشياء ثلاثية الأبعاد، بينما يتعامل أمناء الأرشيف مع السجلات الورقية أو الإلكترونية أو السمعية البصرية. ومع ذلك، تُعرض تشكيلات أرشيفية في المتاحف أحيانًا. غالبًا ما تُميَّز مهنة أمين الأرشيف عن مهنة مدير السجلات، ولكن في هذه الحالة يكون الاختلاف بينهما طفيفًا، إذ يهتم أمين الأرشيف غالبًا بالسجلات التي تعد جديرة بالحفظ الدائم، في حين أن مدير السجلات يكون أكثر اهتمامًا بالسجلات ذات الأهمية الإدارية الحالية.
إضافةً إلى ذلك، تشير SAA إلى أن المؤرخين وأمناء الأرشيف لديهم شراكة طويلة الأمد، إذ يحفظ أمناء الأرشيف السجلات ويحددونها ويسهلونها، بينما يستخدم المؤرخون هذه السجلات في أبحاثهم.

## الواجبات وبيئة العمل
تشمل واجبات أمناء الأرشيف الحصول على مقتنيات جديدة وتقييمها، وترتيب السجلات ووصفها، وتوفير خدمة مرجعية، وحفظ المواد. في ترتيب السجلات، يطبق أمناء الأرشيف مبدأين مهمين: المصدر، والترتيب الأصلي. يشير المصدر إلى نشأة السجلات والاحتفاظ بسجلات مختلفة منفصلة من أجل الحفاظ على السياق، إذ تنشأ العديد من الجهات سجلات، ومنها الحكومات والشركات والجامعات والأفراد. يطبق الترتيب الأصلي من طريق الاحتفاظ بالسجلات بترتيبها كما هو محدد ومحفوظ من قبل المنشئ (المؤلفون). يرتبط كل من المصدر والترتيب الأصلي ارتباطًا وثيقًا بمفهوم احترام الحقوق، الذي ينص على أنه لا ينبغي خلط السجلات الخاصة بهيئة واحدة مع سجلات من جهة أخرى.

## المهارات
بسبب الطبيعة المتنوعة للوظيفة ضمن المؤسسات وبيئات العمل المختلفة، يحتاج أمناء الأرشيف إلى مجموعة واسعة من المهارات:
·     يجب أن يتمتع أولئك الذين يعملون في مناصب المراجع وإمكانية الوصول بمهارات جيدة في خدمة العملاء، لمساعدة المستفيدين في أبحاثهم.
·     هنالك حاجة إلى معرفة أساسية بالحفظ للمساعدة في إطالة عمر التحف الثقافية، إذ يمكن أن تتدهور العديد من أنواع الوسائط (مثل الصور الفوتوغرافية، والأوراق الحمضية، وعمليات النسخ غير المستقرة)، إذا لم تخزن وتصان بطريقة صحيح.
·     رغم أن العديد من المجموعات الأرشيفية تتكون فقط من السجلات الورقية، فإنه يتعين على أمناء الأرشيف أكثر فأكثر مواجهة التحديات الجديدة التي يفرضها حفظ السجلات الإلكترونية، لذلك يحتاجون إلى أن يكونوا متطلعين وذوي كفاءة تقنيًا.

## المؤسسات المهنية والتعليم المستمر
ينتمي العديد من أمناء الأرشيف إلى مؤسسة مهنية، مثل نقابة أمناء الأرشيف الأمريكيين، ونقابة أمناء الأرشيف الكنديين، ورابطة الأرشيفات والسجلات (المملكة المتحدة - أيرلندا)، وكلية أمناء الأرشيف الكولومبية (CCA)، ونقابة أمناء الأرشيف الأستراليين، فضلًا عن أي عدد من الاتحادات المحلية أو الإقليمية. غالبًا، توفر هذه المؤسسات فرصًا تعليمية مستمرة لأعضائها وللممارسين المهتمين الآخرين. إضافةً إلى الشهادات الرسمية أو التلمذة المهنية، يشارك العديد من أمناء الأرشيف في فرص التعليم المستمر المتاحة من طريق النقابات المهنية وبرامج مدارس المكتبات. تتطلب الاكتشافات الجديدة في مجالات حفظ الوسائط والتقنيات الناشئة تعليمًا مستمرًا بصفتها جزءًا من وظيفة أمين الأرشيف من أجل مواكبة التطورات في المهنة.

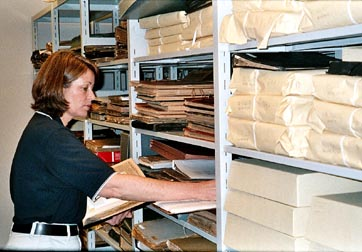
موظفة أرشيف تقوم بمسح مجموعة من المواد غير المعالجة. عادةً يُجرى المسح لتحديد أولويات حفظ المواد قبل أن يبدأ أمين الأرشيف في الترتيب والوصف.